# Ernest Mandel
Pour les articles homonymes, voir Mandel.
Ernest Mandel, né le 5 avril 1923 à Francfort-sur-le-Main et mort le 20 juillet 1995 à Bruxelles, est un économiste belge, l'un des dirigeants trotskistes les plus importants de la seconde moitié du XXe siècle, ainsi qu'un des théoriciens marxistes les plus importants de cette période.

## Citation
« Les idées qui flottent dans l'air, qui sont écrites sur papier, imprimées ou portées par la parole, ce n'est pas cela que ces messieurs craignent. Ce qu'ils craignent, c'est l'organisation, l'action organisée, les tentatives organisées de réaliser ces idées. »

## Biographie
Né d'Ernest et Rosa Mandel, des parents juifs polonais ayant émigré en Allemagne et installés à Francfort, il est élevé dans un foyer socialiste de gauche — son père fut un ami du bolchevique Karl Radek. Avec la montée du nazisme, Ernest Mandel s'installe en Belgique. Il rejoint en 1939 la petite section belge de la Quatrième Internationale et devient un ami d'Abraham Léon, qu'il a rencontré au sein du mouvement Hachomer Hatzaïr, et dont les positions sur le judaïsme et le sionisme vont beaucoup l'influencer.
À l’âge de 19 ans, Mandel devient membre du Comité Central de l’organisation belge clandestine, et trois ans plus tard, en 1944, il participe à la Conférence européenne clandestine de la Quatrième Internationale. Peu de temps après, il est arrêté pour la troisième fois. Il passe le reste de la guerre dans un camp de travail nazi.
Après la guerre, Mandel devient un participant clé dans la nouvelle direction internationale que Pablo et d’autres sont en train de reconstituer. Très rapidement, il devient un écrivain, un organisateur et un théoricien. En 1946, âgé de 23 ans, Mandel est élu au Secrétariat International. C’est pendant cette période qu’il fait des contributions significatives sur deux questions majeures auxquelles la jeune direction internationale doit faire face : la guerre israélo-arabe en Palestine et la nature de classe des pays de l’Europe de l’Est.
Parallèlement à son activité politique, il devient un des conseillers les plus écoutés du dirigeant du syndicat FGTB, André Renard et joue un rôle déterminant dans la confection du programme de réforme de structures adopté par la FGTB..
Lors de la scission internationale de 1953, il est l'un des proches collaborateurs de Pablo. En Belgique, en 1956, il met sur pied l'hebdomadaire La Gauche, avec des membres de l'aile gauche du PSB, le parti socialiste belge de l'époque. Il s'allie avec Jacques Yerna, dirigeant de la FGTB wallonne. 
Dans les années 1960, il publie des ouvrages de théorie économique marxiste et d'autres, de vulgarisation, sur le même thème. Au début des années 1970, il définit un "troisième âge du capitalisme". Après un âge de la concurrence, est venu un âge monopolistique et impérialiste : l'impérialisme est le « stade suprême du capitalisme », selon Lénine. Cet âge se prolonge dans l'après Seconde Guerre mondiale, mais l'accumulation du capital ne provoque plus principalement de l'exportation de capital fixe des pays impérialistes vers la périphérie, mais plutôt de l'échange inégal réalisé entre le centre impérialiste et les pays vendant des produits primaires. Il reprend, en la modifiant d'un point de vue marxiste, les théories des cycles de Kondratiev : pour lui, l'histoire du capitalisme industriel n'est que la succession d'ondes de stagnation ou d'accumulation accélérée du capital qui s'expliquent par des fluctuations du taux de profit. La phase longue d'expansion déclenchée après 1945, ne peut aboutir qu'à un retournement et à une période de crise du capitalisme, marquée par des récessions et des crises,.
En 1963, Mandel est l'un des principaux artisans de la constitution du Secrétariat Unifié de la Quatrième Internationale, dont la LCR française était la plus importante section. Après la rupture avec Pablo en 1964, Mandel en devient le dirigeant incontesté.
La même année, il est exclu du Parti socialiste belge, avec beaucoup d'autres « radicaux ». Ernest Mandel participe alors à la création du Parti wallon des travailleurs et à l'Union de la gauche socialiste. Puis à la Ligue révolutionnaire des travailleurs (LRT), en 1971, qui se présente alors comme la section belge officielle de « la Quatre ».
Il crée en 1982, avec Livio Maitan et le soutien de la Quatrième Internationale (SU), l'Institut International pour la Recherche et la Formation. Ernest Mandel, resté l'éminence grise du Parti ouvrier socialiste (issu en 1984 de la LRT)  meurt d'une crise cardiaque en 1995 à Bruxelles.
En 2014, la Formation Lesoil publie le livre de Mandel Les ondes longues du développement capitaliste.

## Publications en langue française
- Traité d'économie marxiste. Tome 1, Julliard, 1962 ; rééd. UGE, coll. "10/18", 1969
- Traité d'économie marxiste. Tome 2, Julliard, 1962 ; rééd. UGE, coll. "10/18", 1969, 1973
- Traité d'économie marxiste. Tome 3, Julliard, 1962 ; rééd. UGE, coll. "10/18", 1969, 1974
- Traité d'économie marxiste. Tome 4, Julliard 1962 ; rééd. UGE, coll. "10/18", 1969, 1974
- Initiation à la théorie économique marxiste, Éditions des Cahiers du centre d'études socialistes, 1964 ; édition revue et augmentée, Études et Documentation Internationale, 1973, 1975 ; 3e édition revue et augmentée, Études et Documentation Internationale, 1983
- La Conception marxiste de l'État, Bruxelles, Documents Socialistes, 1965 [6]
- La Formation de la pensée économique de Karl Marx : de 1843 jusqu'à la rédaction du Capital. Étude génétique, Éditions Maspero, 1967 ; 2e édition revue et corrigée, Éditions Maspero, 1970 ; rééd. coll. "Petite collection Maspero", 1972, 1978 ; rééd. coll. "Fondations", 1982
- Contrôle ouvrier, conseils ouvrier, autogestion. Anthologie, Éditions Maspero, 1970
- Le troisième âge du capitalisme, 1972
- Introduction au marxisme, 1975 ; rééd. avec préface de Daniel Bensaïd, Paris, La Brèche, 2018
- Écrits politiques. 1, De la Commune à mai 68. Sur l'histoire du mouvement ouvrier international, Éditions La Brèche, 1978
- De la bureaucratie, Éditions La Brèche, 1978 [7]
- Critique de l'eurocommunisme, Éditions Maspero, 1978  (ISBN 2-7071-1001-9)
- Les Étudiants, les intellectuels et la lutte des classes, Éditions La Brèche, 1979
- La Crise : 1974-1982: Les faits, leur interprétation marxiste, Flammarion, coll. "Champs", 1985
- Meurtres exquis : Histoire sociale du roman policier, Presse-édition-communication (PEC), 1986 — réimpression revue et corrigée, PEC-La Brèche, 1987
- La Pensée politique de Léon Trotsky, La Découverte, 2003 (ISBN 2-7071-3978-5)
- La Place du marxisme dans l'histoire, M-Éditeur, 2011
- Les ondes longues du développement capitaliste. Une interprétation marxiste, Paris, Éditions Syllepse/Montréal, M-éditeur, 2014 (traduit de l'anglais)
- Sur la seconde guerre mondiale, Paris, La Brèche, 2018
- La révolution allemande. Trois conférences, Paris, La Brèche, 2021
- Avec Zbigniew Kowalewski, Aux sources du phénomène bureaucratique, Paris, La Brèche, 2023
- Lénine, la révolution, le parti, Paris, La Brèche, 2024